# Bönigen
Bönigen is een gemeente en plaats in het Zwitserse kanton Bern, en maakt deel uit van het district Interlaken-Oberhasli. Bönigen telt 2.520 inwoners.
De plaats bevindt zich zo'n 2,5 km ten oosten van het centrum van Interlaken aan de zuidoostelijke tip van de Brienzersee. Direct ten noorden van het dorpscentrum dat aan het meer ligt, ligt de monding van de Lütschine die daar in de Brienzersee uitmondt. Het dorp wordt ontsloten door een spoorwegstation en een aanlegkade van de BLS Schifffahrt, waar de BLS AG een regelmatige lijndienst over het meer onderhoudt.

## Geboren
- Silvia Glatthard (1930-), alpineskiester en olympisch deelneemster